# Corebo (mitologia)
Corebo (in greco antico: Κόροιβος?), era un personaggio della mitologia greca.

## Mito
Come ci narra Pausania, quando nella città di Argo regnava Crotopo, sua figlia Psamate ebbe un figlio da Apollo: Lino. Per vergogna e timore della reazione del padre, lo fece esporre e venne dilaniato da alcuni cani del gregge di Crotopo stesso.
Apollo, adirato, mandò un mostro marino chiamato Pena (in greco antico: Ποινὴν?, «Punizione»), che strappava i figli alle madri, uccidendoli. Fu proprio Corebo che, volendo fare cosa gradita agli Argivi, affrontò il mostro e lo uccise.
Apollo a questo punto mandò una pestilenza che continuò ad affliggere gli abitanti e Corebo si risolse ad andare di sua volontà a Delfi, per chiedere all'oracolo cosa potesse calmare l'ira di Apollo.
La Pizia non gli consentì di rientrare nella città di Argo, ma gli comandò di prendere un tripode dal santuario e di abitare e costruire un tempio ad Apollo proprio nel luogo dove il tripode gli fosse caduto di mano. Il tripode gli cadde di mano proprio sul Monte Geranìa, dove prese dimora e fondò la città di Tripodiskoi, (in greco antico: Τριποδίσκους?), oggi ritenuto il nucleo antico della città di Megara.
Corebo ebbe la tomba nell'agorà di Megara (sempre secondo quanto riferisce sempre Pausania); su di essa erano scritti versi elegiaci che raccontavano i particolari della storia, oltre a una scultura con Corebo che uccide la Pena.